# Nowosiółki Łaplińskie
Nowosiółki Łaplińskie (biał. Навасёлкі; ros. Новосёлки) – dawna wieś i koszarka kolejowa. Tereny, na których leżały, znajdują się obecnie na Białorusi, w obwodzie witebskim, w rejonie głębockim, w sielsowiecie Obrub.
Miejscowość została zlikwidowana w 2011 roku.

## Historia
W czasach zaborów wieś w powiecie dzisieńskim, w guberni wileńskiej Imperium Rosyjskiego.
W latach 1921–1945 wieś i koszarka kolejowa leżały w Polsce, w województwie wileńskim, w powiecie dziśnieńskim, w gminie Głębokie.
Według Powszechnego Spisu Ludności z 1921 roku zamieszkiwały tu 143 osoby, 4 były wyznania rzymskokatolickiego, a 139 prawosławnego. Jednocześnie wszyscy mieszkańcy zadeklarowali polską przynależność narodową. Było tu 19 budynków mieszkalnych. W 1931 w 27 domach zamieszkiwały 132 osoby.
Koszarkę kolejową Nowosiółki Łaplińskie  w 1931 zamieszkiwało 19 osób, były tu dwa budynki mieszkalne.
Wierni należeli do parafii rzymskokatolickiej i prawosławnej w Głębokiem. Miejscowość podlegała pod Sąd Grodzki w Głębokiem i Okręgowy w Wilnie; właściwy urząd pocztowy mieścił się w Głębokiem.